# Краснобрюхий рогоклюв
Краснобрюхий рогоклюв (Cymbirhynchus macrorhynchos) — один из видов семейства рогоклювые (Eurylaimidae), который представляет монотипический род Cymbirhynchus.

## Этимология
Латинское название рода, Cymbirhynchus, сложное слово из греческих корней: κύμβος (kymbos) — «чаша», и ρύγχος (rynchos) — «клюв», латинское название вида произошло от объединения греческих слов: μακρόν (Makron) — «большой», и опять же вышеупомянутый ρύγχος. Таким образом, латинское название этого вида можно перевести, как «чашеклюв большеклювый».

## Описание

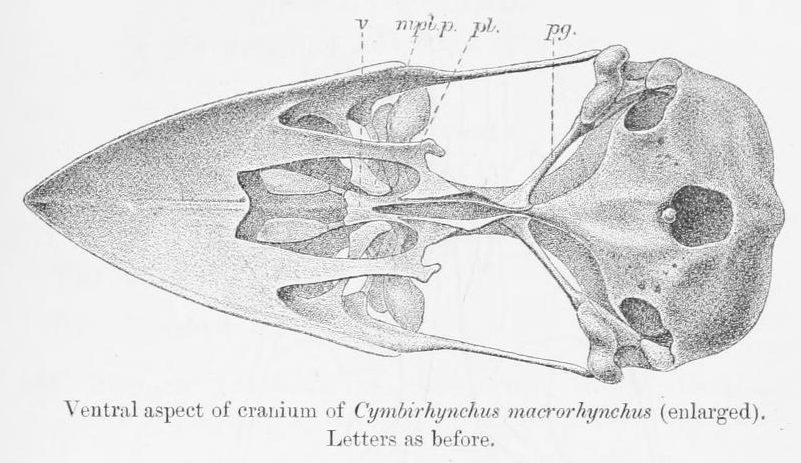
Череп рогоклюва с вентральной стороны

Размеры около 20—25 см в длину, считая хвост, и вес — от 50 до 75 грамм.
Он отдаленно напоминает туканетов своим довольно длинным хвостом и крепким клювом слегка изогнутым вниз.
Шапочка и верхняя часть тела чёрные с фиолетовым металлических отливом, в то время как нижняя часть груди, живота, бёдер, крестца и горла ярко бордового цвета. Вторичные кроющие крыла белые, на вершинах рулевых белые пятна. Клюв жёлтый с отчетливым оттенком синего на надклювье и на проксимальной части, глаза серо-зелёные, ноги черновато-серые.
Одна из самых ярких черт чёрно-красного клюва — его большой, похожий на лодку клюв. Считается, что широкий клюв и зевок впервые появились у общего предка как приспособление к питанию насекомоядных. Его язык также большой и мясистый.

## Распространение и места обитания
Обитает в Брунее, Камбодже, Индонезии, Лаосе, Малайзии, Мьянме, Сингапуре, Таиланде и Вьетнаме. Также встречается в северо-западной части острова Борнео.
Биотопами служат равнинные тропические и мангровые леса.

## Систематика
Международный союз орнитологов выделяет 4 подвида:
- Cymbirhynchus macrorhynchos macrorhynchos, подвид, широко распространённый на Суматре, Борнео и некоторых небольших островах поблизости;
- Cymbirhynchus macrorhynchos affinis Blyth, 1846, обитает в Бирме;
- Cymbirhynchus macrorhynchos malaccensis Salvadori, 1874, обитает в Тенассериме, на Малайском полуострове и в Индокитае;
- Cymbirhynchus macrorhynchos siamensis Meyer de Schauensee & Ripley, 1940, обитает на юге Мьянмы, Таиланда, в Камбодже, на юге Лаоса и Вьетнама.

Подвиды отличаются друг от друга, главным образом, на основании морфологических признаков, таких как размер, интенсивность окраски оперения и клюва.

## Биология
Эти птицы, как правило, живут парами или небольшими группами и поддерживают контакты с помощью голосовых позывов.

### Питание
Рацион краснобрюхого рогоклюва состоит, в основном, из насекомых и других мелких беспозвоночных: диета может также включать фрукты и ягоды, хотя в то же время они редко питаются семенами или зернами.

### Размножение
Сезон размножения совпадает с началом сухого сезона. Гнездо имеет грушевидную форму и подвешивается на ветвях деревьев возле ручьев. В кладке 2—3 яйца, самка насиживает их обычно в одиночку или иногда при участии самца. Данные о продолжительности инкубации кладки и кормления выводка отсутствуют.